# 恵比島駅
恵比島駅（えびしまえき）は、北海道（空知総合振興局）雨竜郡沼田町字恵比島にあった北海道旅客鉄道（JR北海道）留萌本線の駅（廃駅）である。電報略号はエヒ。事務管理コードは▲121504であった。
廃止直前時点で、一部の普通列車（朝一番の留萌行き）は当駅を通過していた。

## 歴史

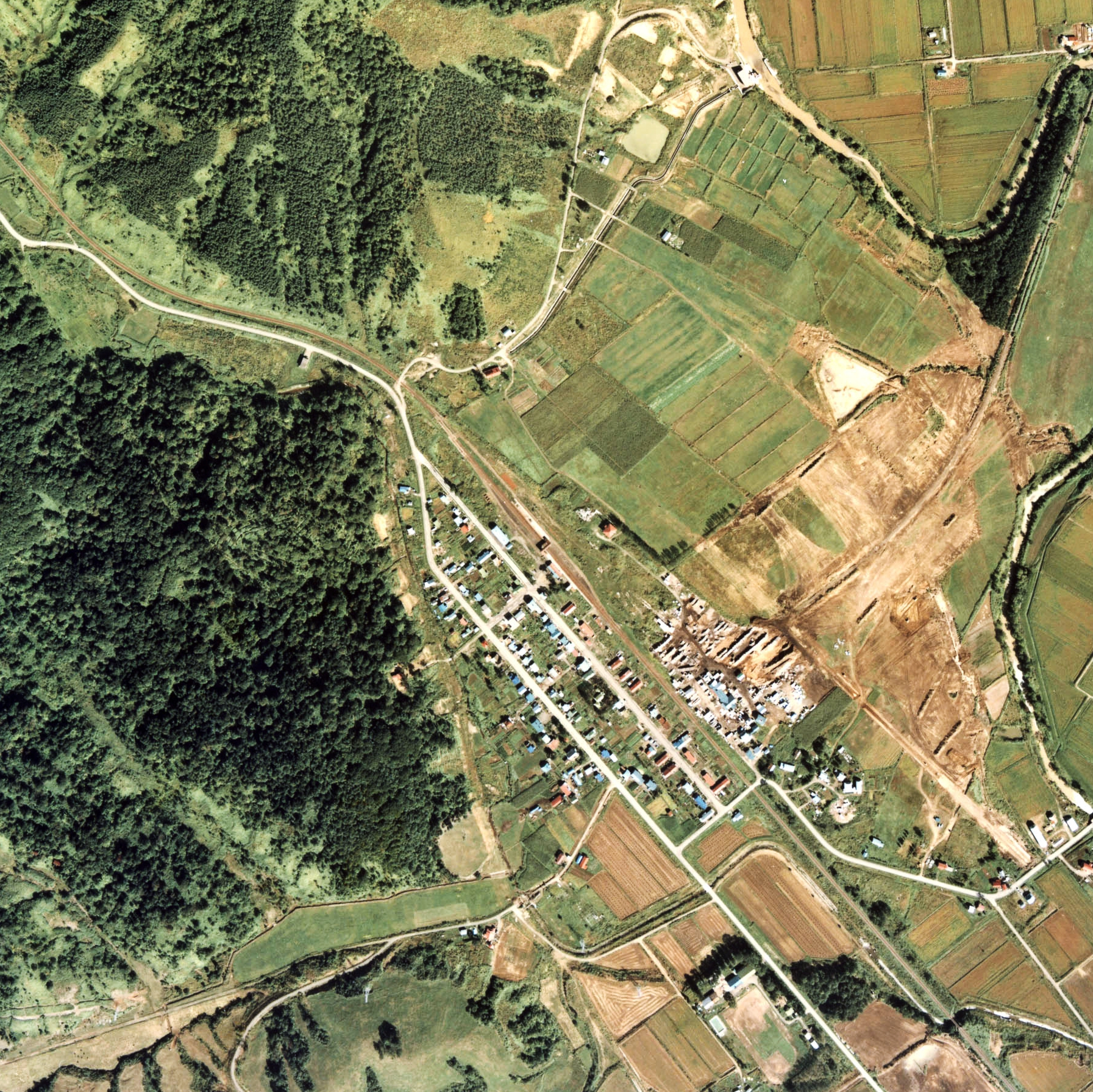
1977年の恵比島駅と周囲約1.5キロメートル範囲。左上が留萌方面。駅裏深川側からほぼ90°のカーブを描いて右上に向かっていた留萠鉄道の軌跡が確認できるが、駅裏の車庫や転車台があった所は車庫線の白い跡だけが残されている。カーブの箇所も貯木場に利用されて殆ど判別つかない。貨物取扱廃止直後の姿。

- 1910年（明治43年）11月23日：鉄道院留萠線深川駅 - 留萠駅間開通に伴い開業[3][4]。一般駅[1]。
- 1913年（大正2年）頃：留萌炭鉱が当鉄道との間に貯炭場（峠下貯炭場）を設け、山元から貯炭場まで約8kmの蒸気機関車による軽便鉄道を敷設。また、当駅-峠下駅中間から同貯炭場まで専用線を引き込む[注釈 1]。
- 1920年（大正9年）頃：留萌炭鉱の軽便鉄道及び専用線が休止。その後1923年（大正12年）以降1930年（昭和5年）までに廃止[注釈 1]。
- 1930年（昭和5年）7月1日：留萠鉄道当駅 - 太刀別駅間開通[4]。それに伴い同鉄道の分岐駅となる。
- 1931年（昭和6年）10月10日：線路名を留萠本線に改称、それに伴い同線の駅となる[4]。
- 1949年（昭和24年）6月1日：公共企業体である日本国有鉄道に移管。
- 1954年（昭和29年）11月25日：跨線橋設置[5]。
- 1965年（昭和40年）9月20日：駅舎改築[5]。
- 1969年（昭和44年）5月1日：留萠鉄道休止[4]。
- 1971年（昭和46年）4月15日：留萠鉄道廃止[4]。
- 1977年（昭和52年）5月25日：貨物取扱い廃止[1]。
- 1984年（昭和59年）2月1日：荷物取扱い廃止[1]。同時に出札・改札業務を停止し旅客業務について無人化[6][7]。但し閉塞扱いの運転要員は継続配置[6]。
- 1986年（昭和61年）11月1日：閉塞合理化に伴い交換設備廃止。運転無人化[8]。
- 1980年代後半：駅舎改築、貨車駅舎となる。
- 1987年（昭和62年）4月1日：国鉄分割民営化に伴いJR北海道に継承[1]。
- 1997年（平成9年）4月1日：線路名を留萌本線に改称、それに伴い同線の駅となる[4]。
- 2023年（令和5年）4月1日：石狩沼田駅 - 留萌駅間の廃止に伴い廃駅[9][JR北 1]。

### 駅名の由来
所在地名から。アイヌ語の「エピソマㇷ゚（e-pis-oma-p）」(頭〔水源〕が・浜〔の方〕に・入っている・もの〔川〕）に由来すると考えられている。
ここでいう「エピソマㇷ゚（e-pis-oma-p）」とは、アイヌ語研究者の山田秀三の推測では、付近に流れる幌新太刀別川支流、エビス川の事ではないか、と考えられている。
道内各地に同様の地名があるが、これらは水源から向こうに越えると海辺に行ける川で、アイヌ時代交通路になっていたらしい所が多く、ここでいう「ピㇱ（pis）」はおそらく留萌の方を指していたとされる。

## 駅構造
廃止時点では単式ホーム1面1線を有する地上駅であった。ホームは線路の南西側（留萌方面に向かって左手側）に存在する。転轍機を持たない棒線駅となっていた。かつては単式ホーム・島式ホーム（片面使用）複合型2面2線を有する列車交換可能な交換駅であった。当時は互いのホームは駅舎側ホーム中央部分と対向側ホーム南側を結んだ跨線橋で連絡した。駅舎側（西側）が下り線、島式ホーム駅舎側が上り線となっていた（番線表示なし）。そのほか1983年（昭和58年）4月時点では上り線の深川方から分岐し島式ホーム外側（かつては留萠鉄道用のホームであった）の留萌方に至る行き止まりの側線を1線、下り線の留萌方から分岐し駅舎北側のホーム切欠き部分の貨物ホームへの貨物側線を1線、上下線各々に安全側線を有していた。交換設備運用廃止後は1993年（平成5年）3月までに線路は撤去されたが、ホーム前後の線路は転轍機の名残で湾曲していた。
無人駅となっていた。駅舎は構内の西側に位置しホーム中央部分に接している。有人駅時代からの駅舎は改築され、ヨ3500形車掌車を改造した貨車駅舎となっている。当駅でロケーションが行われたテレビドラマ『すずらん』撮影の際に、古い建物へのカムフラージュのために木製板が貼られ、ドラマ撮影終了後もそのまま使用されている。内部も塗装が整備されているトイレは、駅前の中村旅館の建物に男女別の水洗トイレがあり、外から直接利用できた。。
なお、トイレは、恵比島駅廃止後も引き続き利用できる。
また、この貨車駅舎の隣の旧駅舎の基礎の上に、テレビドラマのロケセットであった架空の「明日萌驛」（あしもいえき）が設置され、当駅周辺が観光地化されていることから継続して設置されている。
明日萌駅舎では、恵比島駅廃止後も、ゴールデンウィークなどに駅舎開放や、グッズ販売などのイベントが期間限定不定期で開催されている。
1999年（平成11年）には、スタンプラリー用の「明日萌駅（JR恵比島駅）」と記載され、明日萌驛駅舎のイラスト入りの駅スタンプが設置されていた。これは当駅2つ目の駅スタンプであった。

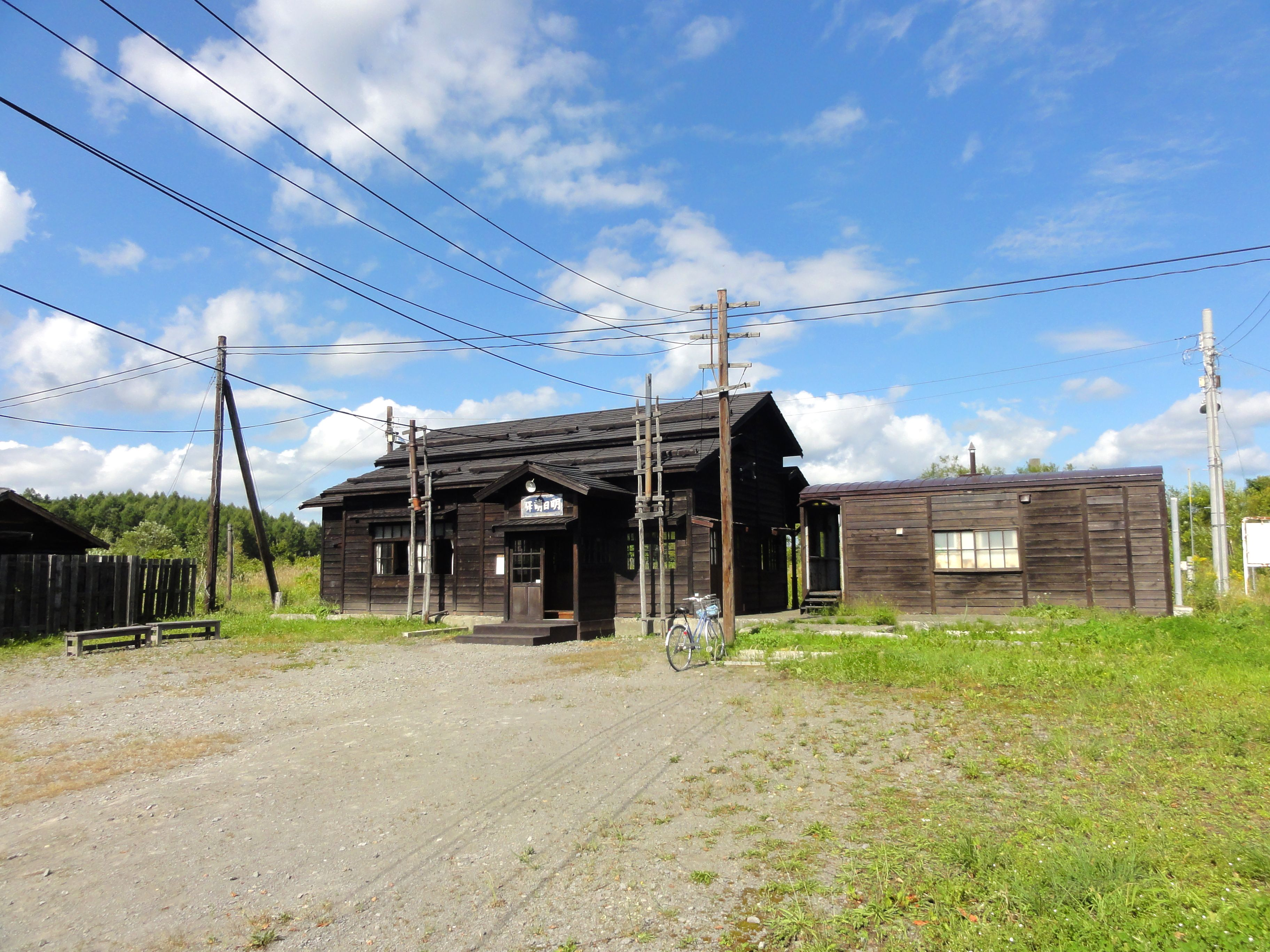
駅全体 左にあるのが明日萌駅の駅舎である。 （2012年9月）
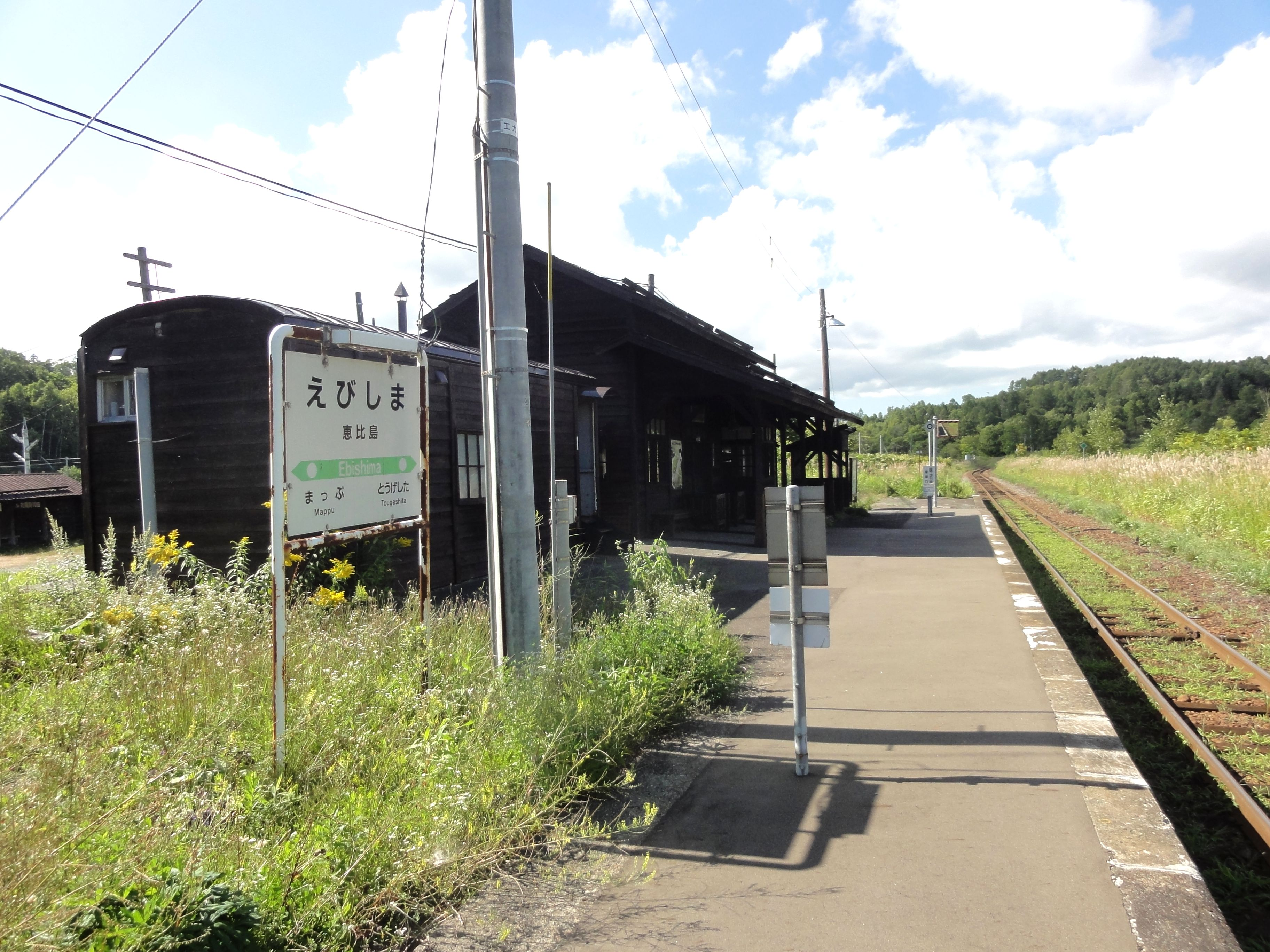
ホーム（2012年9月）
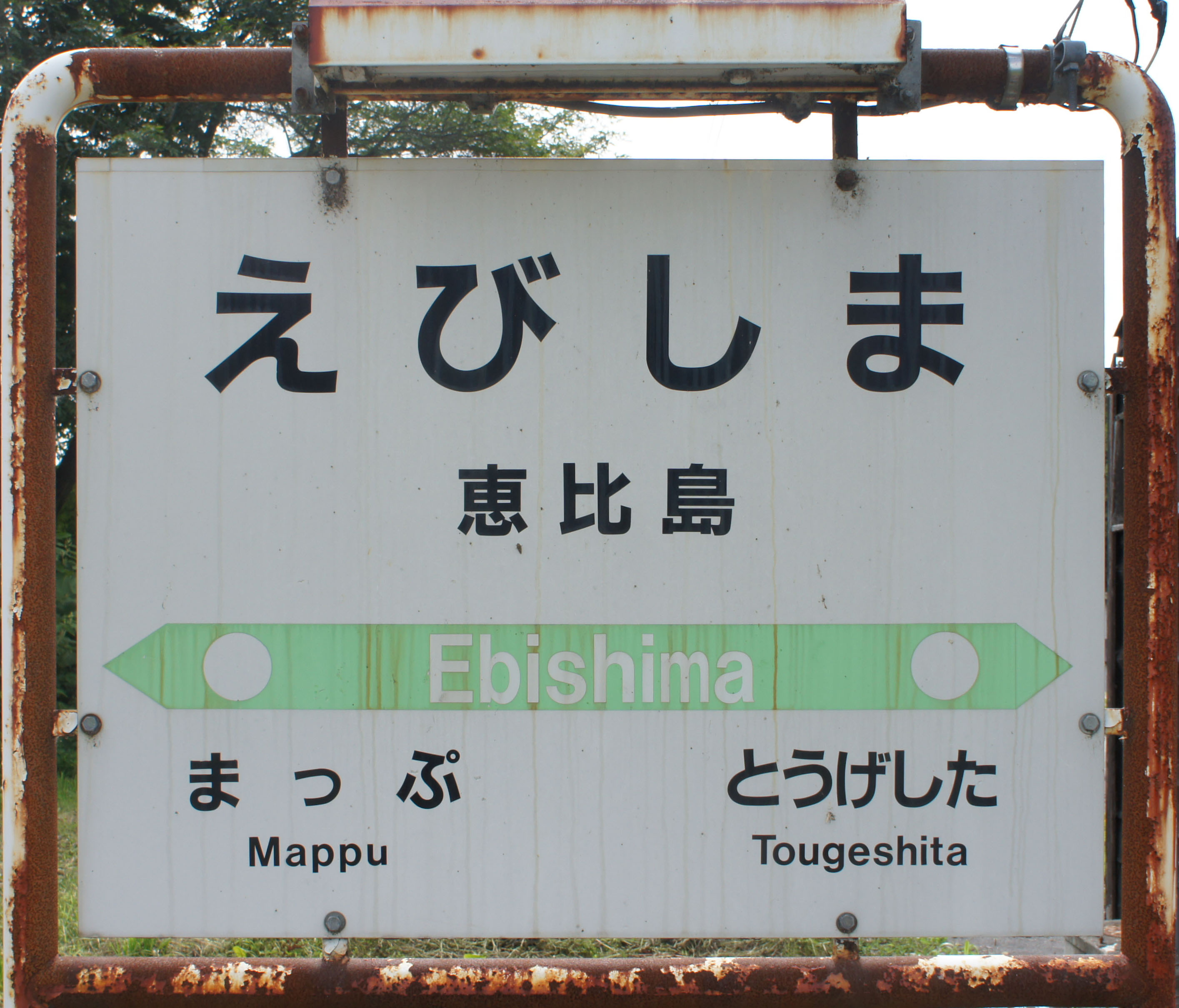
恵比島駅の駅名標 （2017年8月）
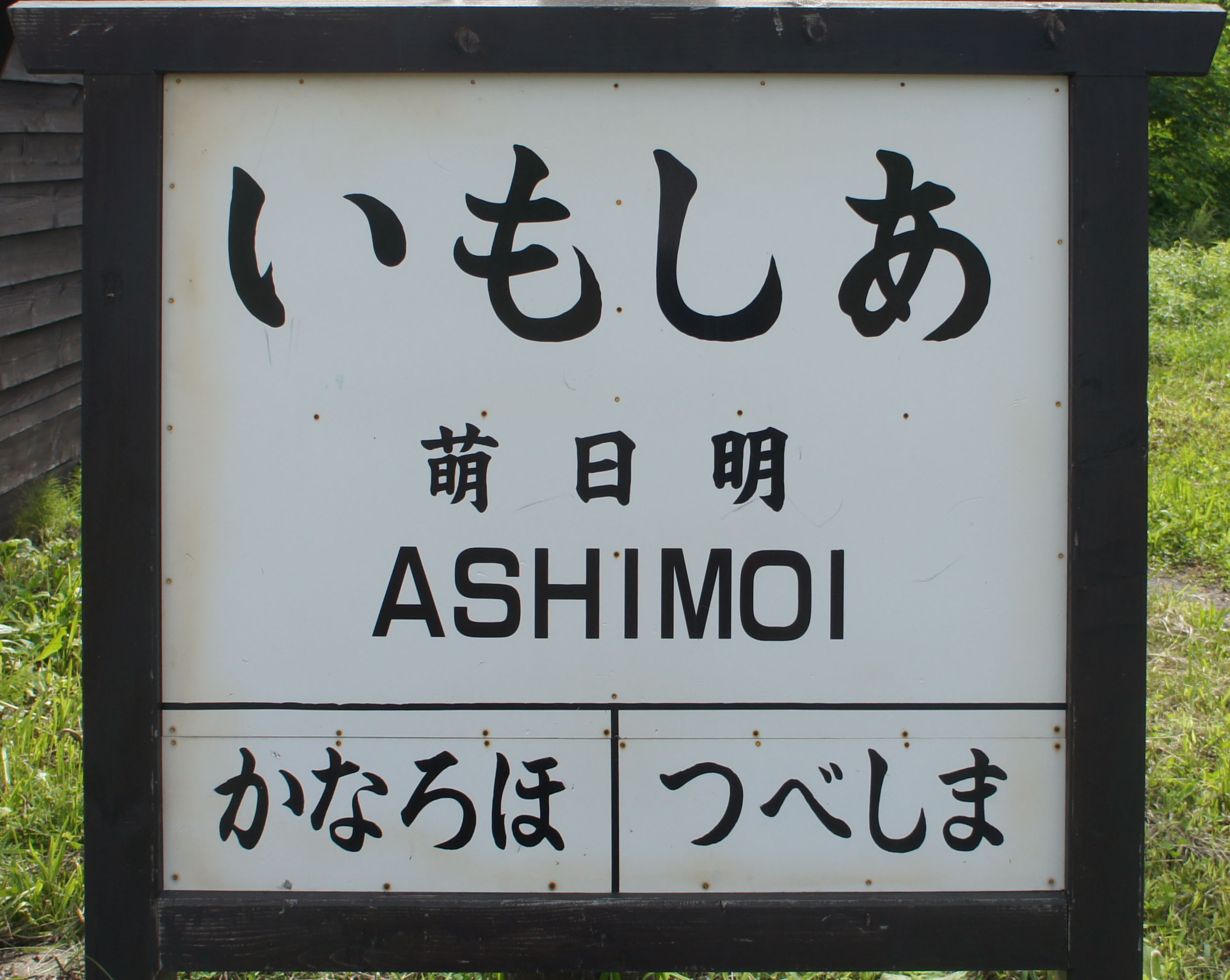
明日萌駅の駅名標 （2017年8月）

### 留萠鉄道恵比島駅
島式ホーム外側の3番線（北東側）を発着線とし、その北側に貨物側線及び機関区を有していた。同鉄道の線路はホームを出ると深川方に進んでから左手に曲がり、北に進んでいた。同鉄道廃線後、旧構内は荒地になっている。

## 利用状況
乗車人員の推移は以下のとおりであった。年間の値のみ判明している年については、当該年度の日数で除した値を括弧書きで1日平均欄に示す。乗降人員のみが判明している場合は、1/2した値を括弧書きで記した。また、「JR調査」については、当該の年度を最終年とする過去5年間の各調査日における平均である。
| 年度               | 乗車人員 | 乗車人員 | 乗車人員     | 出典       | 備考               |
| 年度               | 年間     | 1日平均  | JR調査       | 出典       | 備考               |
| ------------------ | -------- | -------- | ------------ | ---------- | ------------------ |
| 1981年（昭和56年） |          | (29.0)   |              | [ 13 ]     | 1日乗降：58人      |
| 1992年（平成04年） |          | (12.0)   |              | [ 12 ]     | 1日乗降：24人      |
| 2015年（平成27年） |          |          | 「10名以下」 | [ 18 ]     |                    |
| 2016年（平成28年） |          |          | 1.4          | [ JR北 2 ] |                    |
| 2017年（平成29年） |          |          | 1.8          | [ JR北 3 ] |                    |
| 2018年（平成30年） |          |          | 1.8          | [ JR北 4 ] |                    |
| 2019年（令和元年） |          |          | 2.2          | [ JR北 5 ] |                    |
| 2020年（令和02年） |          |          | 2.0          | [ JR北 6 ] |                    |
| 2021年（令和03年） |          |          | 1.6          | [ JR北 7 ] |                    |
| 2022年（令和04年） |          |          | 1.8          | [ JR北 8 ] | 同年度末で営業終了 |

## 駅周辺
周辺は農村地帯である。明治時代は「峠の宿」と呼ばれる交通の要衝であったが、既にかつての面影は無くなっている。
- 北海道道549号峠下沼田線
- 北海道道867号達布石狩沼田停車場線
- 恵比寿神社
- 永徳寺 - 十一面薬師観音菩薩像がある[15]。
- 木工所
- 沼田町営バス「恵比島駅前」停留所[19]
- 沼田警察署（当時）恵比島駐在所

　（2014年9月30日廃止）

## その他
- NHKの連続テレビ小説「すずらん」の撮影でこの駅が使用されたため、撮影用の多数のセットが組まれている。本来の駅舎は車掌車改造駅舎であるが、板で覆われてしまい倉庫のような佇まいになっており、隣に立派な木造駅舎「明日萌駅（あしもいえき）」が作られている。旧駅舎の土台をそのまま利用し、ホーム側の窓際には振り向きかけた姿の等身大蝋人形が設置されている。
  - 「すずらん」の撮影で使用したセットの建物が継続設置されている。
  - 旧黒瀬旅館 - 「すずらん」ロケの際「中村旅館」として登場。見学可。
- その他、『てなもんや駅長奮闘記』『氷点』でもロケ地として使われた。

## 隣の駅
北海道旅客鉄道（JR北海道）
留萌本線（当駅廃止直前時点）
真布駅 - 恵比島駅 - 峠下駅
留萠鉄道
炭砿線（路線廃止時点）
恵比島駅 - 本通駅